# Línia L76 d'autobusos de l'Àrea Metropolitana de Barcelona
La L76 és una de les línies d'autobusos de l'Àrea Metropolitana de Barcelona (AMB) que passa entre Sant Boi de Llobregat i al Raval Roig a Torrelles de Llobregat.

## Característiques
La línia va prendre el seu nom actual el 1980 i feia aleshores la connexió entre l'estació de Sant Boi i Santa Coloma de Cervelló. Des del gener de 2007, el recorregut va ser prolongat al municipi de Torrelles de Llobregat des de Sant Boi i passant per Santa Coloma de Cervelló. El 2011 l'itinerari va ser modificat per millorar la cobertura a l'Hospital Sant Joan de Déu de Sant Boi.
El 16 de juliol de 2022, aquesta línia fou traspassada a la UTE Monbus-Julià. A més, va ampliar el seu recorregut des de la Pl. Frontó al Raval Roig i va augmentar la freqüencia a 30 minuts els dies feiners i dissabtes i menys d'una hora els diumenges i festius.

### Freqüències
| Feiners                      |           |
| De 06:40/:05 a 21:40/22:05   | 30 minuts |
| Dissabtes                    |           |
| De 08:10/:05 a 21:40/22:05   | 30 minuts |
| Festius                      |           |
| De 08:35/09:45 a 21:25/22:05 | 45 minuts |

## Recorregut
| Codi parada TMB/AMB | Nom de la parada                                 | Ubicació                                                                | Correspondències | Enllaços |
| ------------------- | ------------------------------------------------ | ----------------------------------------------------------------------- | ---------------- | -------- |
| 109276              | Vell de la Colònia - H. Gral. P. S. St. Joan Déu | Cí. Vell de la Colònia (Hospital General Parc Sanitari St. Joan de Déu) |                  |          |
| 112385              | Hospital P. S. Sant Joan de Déu                  |                                                                         | SB1              |          |
| 107104              | Mercat Ciutat Cooperativa                        | Pau Casals (Primer de Maig-Ramon Llull)                                 | SB1              |          |
| 112285              | Lluís Companys - Pau Casals                      |                                                                         | SB1              |          |
| 102730              | Lluís Companys - Bloc V                          | Lluís Companys (Pau-Casals Soler)                                       | SB1              |          |
| 105184              | Estació FGC Molí Nou                             | Dr. Antoni Pujadas (Estació FGC Molí Nou)                               | SB1              |          |
| 105914              | Pl. Anselm Clavé - Colònia Güell                 | Pl. Anselm Clavé (Colònia Güell)                                        |                  |          |
| 110448              | Can Julià - Club esportiu E. Güell               | Can Julià (Abans Claudi Güell)                                          |                  |          |
| 107820              | Indústria - Av. Sta. Coloma                      | Indústria (Passat Av. Santa Coloma)                                     |                  |          |
| 109077              | Cementiri Municipal                              | Av. Santa Coloma (Davant Miquel Cardona)                                |                  |          |
| 109078              | Biblioteca Pilarín Bayés                         | Av. Països Catalans (Av. Onze de Setembre-Pau Casals)                   |                  |          |
| 103616              | Pl. Constitució                                  | Pl. Constitució                                                         |                  |          |
| 108151              | Sant Roc - del Bosc                              | Sant Roc (Abans Magnòlies)                                              |                  |          |
| 102185              | Institut Montpedrós                              | Esquirol (Espígol-Av. Cirerers)                                         |                  |          |
| 106893              | Jardí Font del Murrí                             | Av. Comte Ramon Berenguer (Jardí Font del Murrí)                        |                  |          |
| 100410              | Av. Comte Ramon Berenguer - J. Bardina           | Av. Comte Ramon Berenguer (Abans Joan Bardina)                          |                  |          |
| 105913              | Av. Comte Ramon Berenguer - Picasso              | Av. Comte Ramon Berenguer (Pau Picasso-Pl. Benet Barcelona)             |                  |          |
| 106894              | Av. Comte Ramon Berenguer núm. 67                | Av. Comte Ramon Berenguer nº 67 (Esteve Terrades)                       |                  |          |
| 106353              | Av. Comte Ramon Berenguer - Dalí                 | Av. Comte Ramon Berenguer (Can Ribot-Salvador Dalí)                     |                  |          |
| 106354              | Av. Comte Ramon Berenguer - Fortuny              | Av. Comte Ramon Berenguer (Marià Fortuny-Apel·les Mestres)              |                  |          |
| 106355              | Av. Comte Ramon Berenguer núm. 176               | Av. Comte Ramon Berenguer (Abans Pompeu Fabra)                          |                  |          |
| 106356              | Urbanització Cesalpina                           | Av. Comte Ramon Berenguer (Urbanització Cesalpina)                      |                  |          |
| 201335              | Av. Dolça de Provença - Carrer de la Font        |                                                                         |                  |          |
| 201248              | Plaça Frontó                                     |                                                                         |                  |          |
| 201250              | Av. Dolça Provença - Can Tarrida                 |                                                                         |                  |          |
| 201279              | Catalunya en Miniatura                           |                                                                         |                  |          |
| 201251              | Raval Roig                                       |                                                                         |                  |          |

| Codi parada TMB/AMB | Nom de la parada                                 | Ubicació                                                                | Correspondències | Enllaços |
| ------------------- | ------------------------------------------------ | ----------------------------------------------------------------------- | ---------------- | -------- |
| 201251              | Raval Roig                                       |                                                                         |                  |          |
| 201278              | Catalunya en Miniatura                           |                                                                         |                  |          |
| 201249              | Av. Dolça Provença - Can Tarrida                 |                                                                         |                  |          |
| 201247              | Plaça Frontó                                     |                                                                         |                  |          |
| 201334              | Av. Dolça de Provença - Carrer de la Font        |                                                                         |                  |          |
| 201246              | Av. Dolça Provença - Coll Can Cartró             |                                                                         |                  |          |
| 106391              | Av. Comte Ramon Berenguer - Pompeu Fabra         | Av. Comte Ramon Berenguer (Davant Pompeu Fabra)                         |                  |          |
| 106357              | Av. Comte Ramon Berenguer - Pau Picasso          | Av. Comte Ramon Berenguer (Davant Pau Picasso)                          |                  |          |
| 106358              | Av. Comte Ramon Berenguer - del Llobregat        | Av. Comte Ramon Berenguer (Passat Llobregat)                            |                  |          |
| 106359              | Av. Comte Ramon Berenguer - Esteve Terrades      | Av. Comte Ramon Berenguer (Abans Esteve Terradas)                       |                  |          |
| 106895              | Av. Comte Ramon Berenguer - Pl. Benet Barcelona  | Av. Comte Ramon Berenguer (Pl. Benet Barcelona)                         |                  |          |
| 100411              | Jardí Font del Murrí                             | Av. Comte Ramon Berenguer (Passat Pl. Eucalíptus)                       |                  |          |
| 106392              | Institut Montpedrós                              | Av. Comte Ramon Berenguer (CEIP Montpedrós)                             |                  |          |
| 108150              | Sant Roc - Esquirol                              | Sant Roc (Rossinyol-Magnòlies)                                          |                  |          |
| 102735              | Lluís Pascual Roca - Baixada Can Calders         | Lluís Pascual Roca (Passat Església)                                    |                  |          |
| 109645              | Pl. del Pi Tallat                                | Av. Baix Llobregat (Passat Pl. Pi Tallat)                               |                  |          |
| 109646              | Av. Baix Llobregat - Joan XXIII                  | Av. Baix Llobregat (Passat Joan XXIII)                                  |                  |          |
| 107819              | Indústria - Av. Santa Coloma                     | Indústria (Passat Av. Santa Coloma)                                     |                  |          |
| 110449              | Can Julià - CEIP Colònia Güell                   | Can Julià (Passat Claudi Güell)                                         |                  |          |
| 109647              | Colonia Güell - Pl. Anselm Clavé                 | Colonia Güell (Pl. Anselm Clavé)                                        |                  |          |
| 109146              | Dr. Antoni Pujadas - Estació FGC Molí Nou        | Dr. Antoni Pujadas (Davant Est. FGC Molí Nou)                           |                  |          |
| 108785              | Frederic Mompou - Dr. Antoni Pujadas             | Frederic Mompou (Dr. Antoni Pujadas-Pedro Bas)                          | X79              |          |
| 109274              | Frederic Mompou - Hospital Sant Joan de Déu      | Frederic Mompou (Passat Pedro Bas Pérez)                                | X79              |          |
| 112386              | Plaça Joan Sanromà i Font                        |                                                                         |                  |          |
| 109276              | Vell de la Colònia - H. Gral. P. S. St. Joan Déu | Cí. Vell de la Colònia (Hospital General Parc Sanitari St. Joan de Déu) |                  |          |

## Altres enllaços
- «Santa Coloma de Cervelló». [Consulta: 18 octubre 2019].